# Johann Wald
Johann Wald (n. 1979) es un presentador, actor, disc-jockey y maestro de ceremonias de origen anglo-ibérico-surinamés y nacido en Torremolinos, Málaga. Antes de presentar programas musicales estudió Arte Dramático, Cámara e Iluminación Cinematográfica en la Escuela de Cine y Televisión Séptima Ars de Madrid y participó en varias obras de teatro y spots publicitarios.
Su salto a la televisión llegó a través de un casting organizado por la cadena musical MTV España en el año 2002. Desde ese momento comenzó a realizar entrevistas a músicos y grupos y a presentar las listas de éxitos, convirtiéndose poco a poco en una de las imágenes más representativas de la versión española de la cadena, junto a otros presentadores como Guillem Caballé. Posteriormente, presentaría programas propios como Fiber, dedicado al Festival Internacional de Benicassim.
En 2005 Wald tuvo que dejar MTV tras fichar por la nueva cadena de televisión Cuatro, para presentar el contenedor juvenil Cuatrosfera junto con Kira Miró. Wald estuvo como presentador durante la primera temporada, y como reportero en la segunda. Más tarde, recaló en el programa de La 2 No disparen al pianista. En 2008 regresó a MTV España como presentador principal hasta el 2011.  También colabora ocasionalmente con la revista Vice, desde que esta comenzó a publicarse en España en el 2007.
Tras finalizar su contrato con MTV (España), se aleja temporalmente del mundo de la tv, siguiendo activo como Maestro de Ceremonias y colaborando con la revista Vice. Este distanciamiento de los medios es debido a su decisión de formarse como Chef, se titula en Cocina en Escuela Bellart de Barcelona, la escuela culinaria más antigua de la Ciudad Condal y una de las más prestigiosas de España. Tras formarse ha formado parte de las cocinas de Arzak o Calima de Dani García (cocinero).  
En junio de 2013, compagina la cocina con ser colaborador habitual en el programa de Javier Limón Un Lugar Llamado Mundo, en Europa FM; así como ser colaborador eventual de su versión televisiva Un lugar llamado mundo, en el cual cuenta con su propia sección de música electrónica. Ese mismo año 2013 crea la plataforma Plateselector, una plataforma gastronómica que el mismo dirige desde su creación y con las que lleva a cabo eventos como Plateselector Food Tour (primer festival Español de Fodd Trucks) o el evento Asaltos a Restaurantes (Donde Cocineros, camareros, cocteleros y Dj se unen para ofrecer un servicio diferente en el Restaurante ocupado, siempre en sintonía con su Chef). 
Desde septiembre de 2016, compagina sus colaboraciones en el programa de Europa FM, la Cocina y la dirección de la plataforma y eventos de Plateselector, con ser el presentador de Muy Johann en Canal Cocina. 

## Filmografía

### Cine
- Ellos robaron la picha de Hitler, de Pedro Temboury (2006)[6]

### Televisión
- MTV España (presentador y colaborador habitual) (2002 - 2005) (2008 - 2011)
- Cuatrosfera (copresentador junto a Kira Miró y posteriormente reportero) (2005 - 2010) (Cuatro)
- No disparen al pianista (copresentador junto a Ruth Jiménez, del 2007 al 2008) (La 2)[7][8]
- Muy Johann (cocinero y presentador, del 2016 a la Actualidad) (Canal Cocina)

### Radio
- Un Lugar Llamado Mundo, de Javier Limón (2013 - presente) (Europa FM)